# مرکز زنان کاپیسا

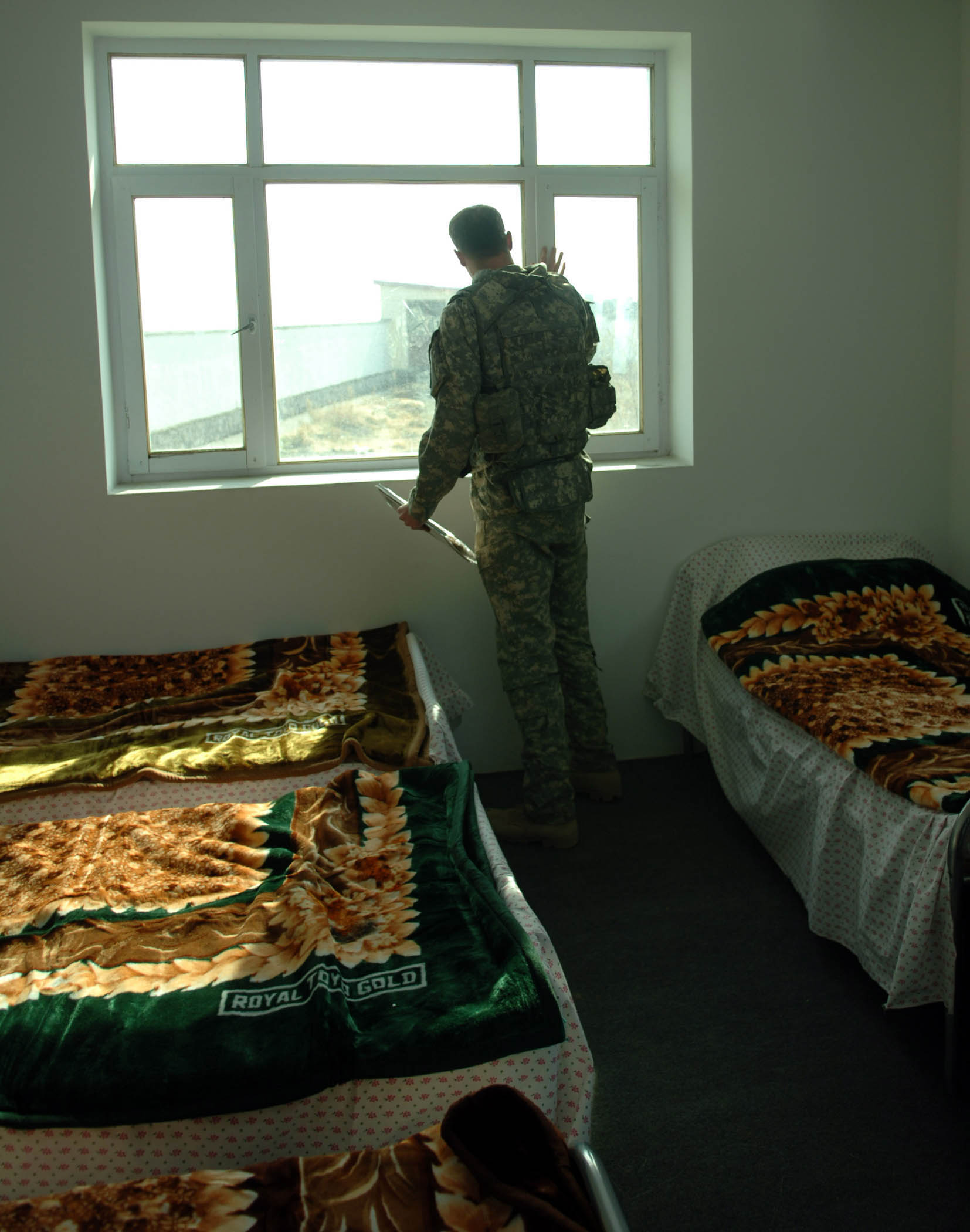
یک مرکز زنان و یک سرپناه زنان در کاپیسا در دسامبر ۲۰۰۷ افتتاح شد.

مرکز زنان کاپیسا در محمود راقی، ولایت کاپیسا، افغانستان در دسامبر ۲۰۰۷ افتتاح شد.  در سال ۲۰۱۰ ارزشی معادل ۴۵۰٫۰۰۰ دالر (دلار) داشت.

## نگارخانه

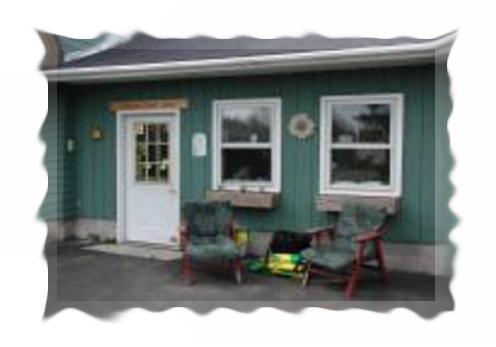
نمای بیرونی پناهگاه زنان کاپیسا
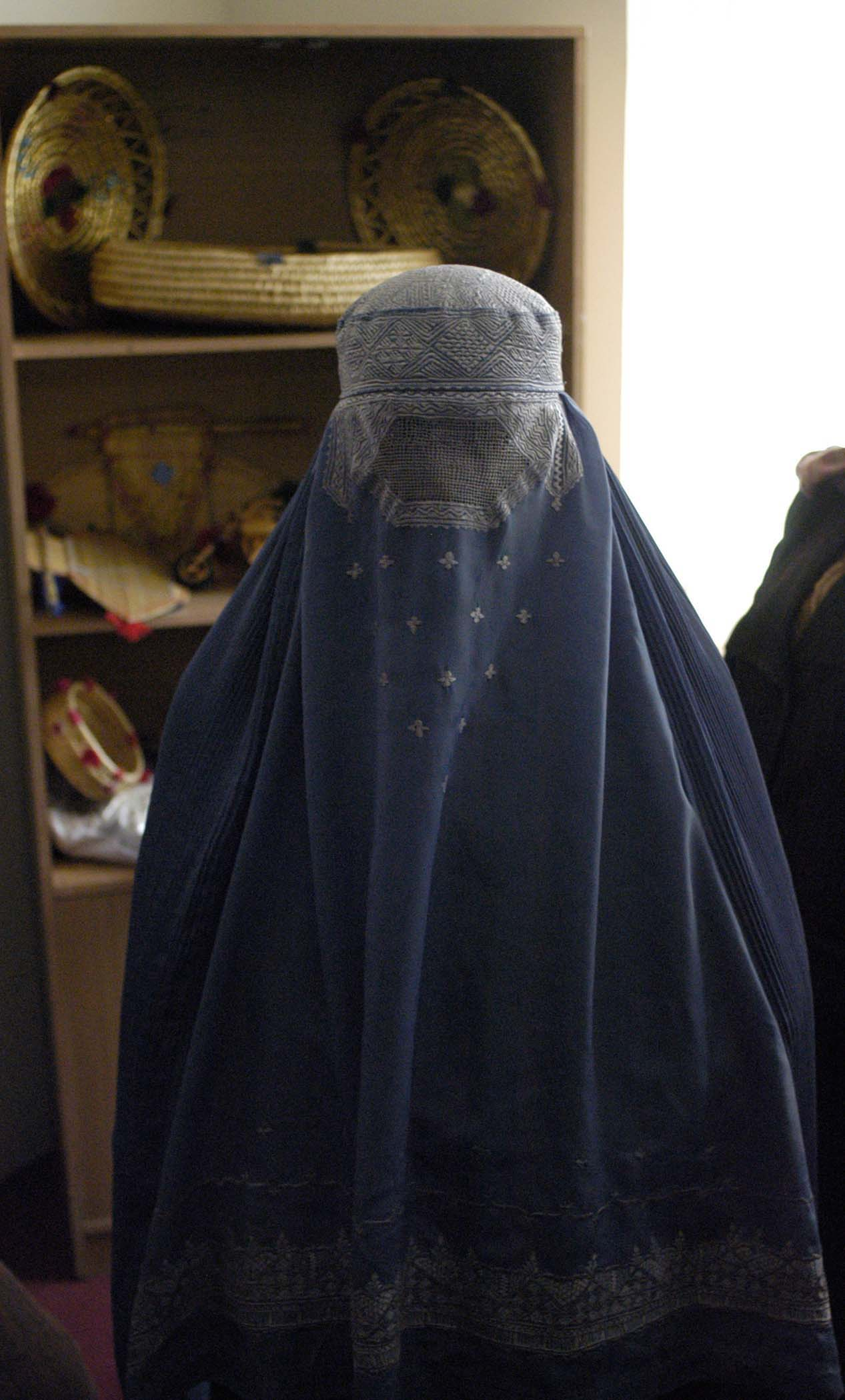
یک زن افغانستان در جریان افتتاح مرکز زنان کاپیسا صنایع دستی می فروشد
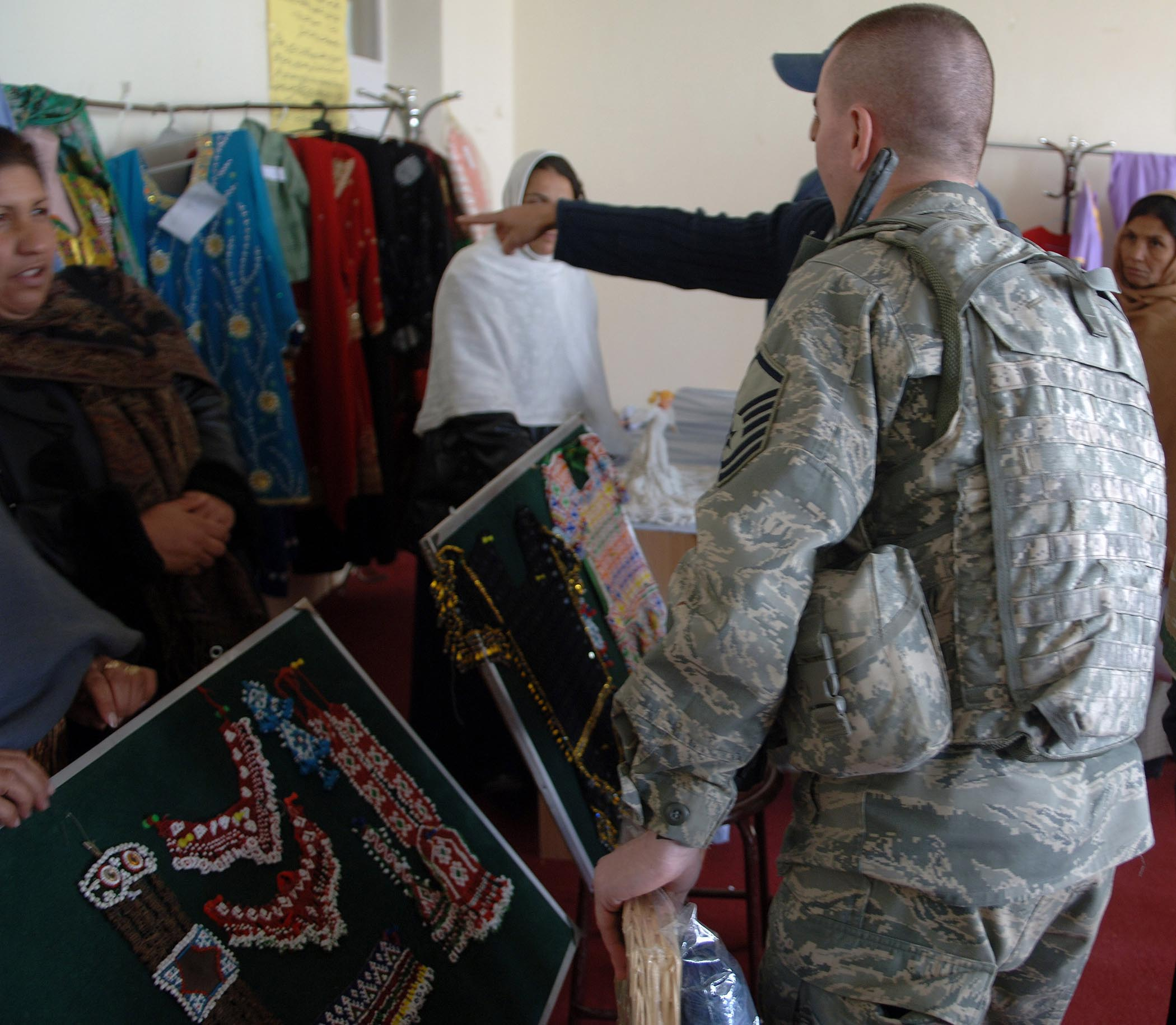
PRT GI صنایع دستی را بررسی می کند
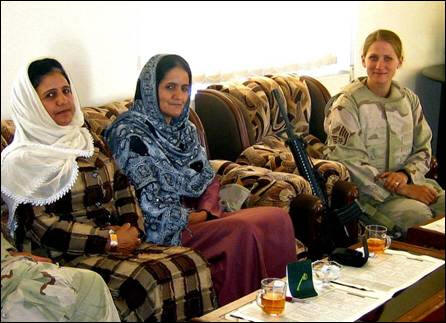
PRT از مرکز زنان کاپیسا بازدید می کند